# Verva
Verket för förvaltningsutveckling (förkortat Verva) var en svensk statlig myndighet i Stockholm med cirka nittio anställda. Myndigheten bildades 1 januari 2006 och tog då över delar av Statskontorets verksamhet, hela Statens kvalitets- och kompetensråd (KKR) och den verksamhet som funnits i E-nämnden och  24-timmarsdelegationen.
Generaldirektör var Lena Jönsson.
Verva lades ned den 31 december 2008[källa behövs]. Delar av Vervas verksamhet togs över av Statskontoret, Kammarkollegiet, Domstolsverket och det nyinrättade Kompetensrådet för utveckling i staten (KRUS)[källa behövs]. En operativ e-delegation inrättades för att genomföra regeringens handlingsplan för e-förvaltning. Skatteverket fick ansvar för e-tjänster, Försäkringskassan fick ansvar för Spridnings och hämtningssystemet SHS[källa behövs].

## Verksamhet
Vervas uppdrag var att ge myndigheter, kommuner och landsting möjligheter att utveckla sin verksamhet och kompetens. Målet var att medborgare och företag skulle uppleva kontakten med förvaltningen som enkel, effektiv och ändamålsenlig. 
En viktig del i Vervas verksamhet var att ta fram kravspecifikationer, föreskrifter, vägledningar och metodstöd för den elektroniska förvaltningen. Verva möjliggjorde också ett säkert utbyte av information mellan myndigheter, tillhandahöll ramavtal inom it-området, erbjöd utbildningar (till exempel förvaltningskunskap och EU-kunskap) och arrangerade erfarenhetsutbyte genom nätverk och på andra arenor.
En av de mest kända Verva-publikationerna är Vägledningen för 24-timmarswebben som ger råd för hur offentliga organisationer skall utveckla sina webbplatser. Verva genomförde varje halvår en mätning som visade hur några av riktlinjerna i vägledningen användes.
Verva ansvarade för webbplatsen lagrummet.se (länkar till svensk rättsinformation) som från 2009 togs över av Domstolsverket.

## Nerläggning
Vervas generaldirektör kommenterade nerläggningen och framhävde att det då var enda myndigheten som hade överblick över den rasande utveckling av fri programvara, standarder och ny teknik. Hon bedömde att beslutet om nerläggning skulle medföra 1) att kommuner och små myndigheter stängs ute 2) att Sveriges viktiga roll i EU-samarbetet och i internationellt arbete försvagas 3) att utvecklingsarbetet blir kortsiktigt

### Möjliga indirekta följder av beslutet om nerläggning
Sedan nerläggningen har det blivit klart att Inera som ägs av SKR och ansvarar för e-hälsa 2020 hade en stor upplupen teknikskuld på 100 miljoner kr. Ineras olika styrdokument nämner inget om att följa standarder eller använda öppna programvaror. Det finns ingenstans för myndigheter att dela kod i dag vilket betyder att till exempel Arbetsförmedlingens jobtechdev använder Github och Gitlab.